# Ivan Čakărov
Ivan Hristov Čakărov (in bulgaro Иван Христов Чакъров?; 26 novembre 1966) è un sollevatore bulgaro campione mondiale ed europeo nei pesi mediomassimi.

## Carriera
Iniziò la carriera da sollevatore nel 1979 al Chernomorets Club di Burgas, sotto la guida di Konstantin Darov, vincendo i campionati bulgari giovanili a Silistra nel 1983. Passato nel 1985 al CSKA Sofia, dapprima con la guida di Ivan Abadžiev e in seguito con Andon Nikolov, Rumen Aleksandrov e Neno Terzijski vinse i campionati bulgari juniores del 1986 a Gorna Oryahovitsa e i campionati mondiali ed europei juniores nello stesso anno a Donaueschingen.
Passato ai senior, fu per cinque volte campione bulgaro nel 1987 a Yambol, nel 1988 a Sliven, nel 1994 a Shumen e nel 1995 e 1997 ad Asenovgrad. Vinse anche il torneo bulgaro a squadre nel 1987 a Plovdiv, per due volte la Coppa Europa a squadre nel 1988 ad Angers e nel 1989 a Sofia, e per quattro volte la Coppa del Mondo tra il 1989 e il 1991. Ai campionati europei vinse cinque medaglie di bronzo, due d'argento e una d'oro tra il 1989 e il 1994, e ai campionati mondiali vinse tre medaglie d'argento, una di bronzo e una d'oro tra il 1987 e il 1993. Partecipò ai Giochi olimpici di Barcellona nel 1992, giungendo al quinto posto.
Detentore di due record mondiali di specialità (187,5 kg nello strappo e 230 kg nello slancio) e uno nel totale (407,5 kg), ai campionati mondiali nel 1993 a Melbourne, grazie a una particolare tecnica (definita come "No-No-No Squat") dello Squat classico, sollevò in tre ripetizioni 270 kg (595,25 libbre) senza usare cinture, protezioni o fasce per le ginocchia.